# 다가와이리촌
다가와이리촌(田川入村)은 니가타현 기타우오누마군에 있던 촌이다. 

## 역사
- 1889년 4월 1일 - 정촌제 시행에 의해 기타우오누마군 다가와이리촌이 성립하였다.
- 1926년 4월 1일 - 호리노우치촌과 합병해 호리노우치촌이 신설되어 소멸하였다.

## 참고문헌
- 『市町村名変遷辞典』東京堂出版、1990年。